# Horst Naudé
Horst Rudolf Hans Georg Naudé (5. září 1895 Charlottenburg – 19. srpna 1983 Bad Neuenahr) byl německý právník a hejtman.

## Život
Naudé byl vzděláním právník a bojoval v první světové válce. Od roku 1920 pracoval jako soudní úředník. V roce 1929 byl jmenován vládním rádou. V 1929/30 se připojil k Německé lidové straně (DVP). Naudé vstoupil do NSDAP 1. května 1933. Číslo člena NSDAP měl 1 774 979.  V roce 1933 byl jmenován dočasným správcem okresu v kraji Fischhausen. Od roku 1934 do roku 1939 pracoval jako správce okresu okres Quedlinburg.  V roce 1939 se stal Naudé ministerským radou v Protektorátu Čechy a Morava. Tam působil jako vedoucí moravského úřadu protektora v Brně. Od roku 1941 byl viceprezidentem Čech. Od roku 1945 do roku 1947 byl uvězněn v americkém zajetí. 

## Dílo
- Erlebnisse und Erkenntnisse. Als politischer Beamter im Protektorat Böhmen und Mähren 1939–1945, München, 1975.